# Ñeembucú (departamento)
Ñeembucú é um departamento do Paraguai. Sua capital é a cidade de Pilar.

## Distritos
O departamento está dividido em 16 distritos:
- Alberdi
- Cerrito
- Desmochados
- General José Eduvigis Díaz
- Guazú Cuá
- Humaitá
- Isla Umbú
- Laureles
- Mayor José Martinez
- Paso de Patria
- Pilar
- San Juan Bautista del Ñeembucú
- Tacuaras
- Villa Franca
- Villalbín
- Villa Oliva